# Centrale thermique de Matimba
 (avril 2024).
Si vous disposez d'ouvrages ou d'articles de référence ou si vous connaissez des sites web de qualité traitant du thème abordé ici, merci de compléter l'article en donnant les références utiles à sa vérifiabilité et en les liant à la section « Notes et références ».
La centrale thermique de Matimba est une centrale thermique d'Afrique du Sud située dans la province de Limpopo. Elle se trouve près de la ville minière de Lephalale et est alimentée par la mine de charbon de Grootegeluk (en). 

## Production électrique
La centrale compte 6 unités de 665 MW chacune.